# SRP19
SRP19 (англ. Signal recognition particle 19) – білок, який кодується однойменним геном, розташованим у людей на 5-й хромосомі. Довжина поліпептидного ланцюга білка становить 144 амінокислот, а молекулярна маса — 16 156.
| 10         |  | 20         |  | 30         |  | 40         |  | 50         |
| ---------- |  | ---------- |  | ---------- |  | ---------- |  | ---------- |
| MACAAARSPA |  | DQDRFICIYP |  | AYLNNKKTIA |  | EGRRIPISKA |  | VENPTATEIQ |
| DVCSAVGLNV |  | FLEKNKMYSR |  | EWNRDVQYRG |  | RVRVQLKQED |  | GSLCLVQFPS |
| RKSVMLYAAE |  | MIPKLKTRTQ |  | KTGGADQSLQ |  | QGEGSKKGKG |  | KKKK       |

A: Аланін

C: Цистеїн

D: Аспарагінова кислота

E: Глутамінова кислота

F: Фенілаланін

G: Гліцин

I: Ізолейцин

K: Лізин

L: Лейцин

M: Метіонін

N: Аспарагін

P: Пролін

Q: Глутамін

R: Аргінін

S: Серин

T: Треонін

V: Валін

W: Триптофан

Кодований геном білок за функцією належить до рибонуклеопротеїнів. 
Задіяний у такому біологічному процесі, як альтернативний сплайсинг. 
Білок має сайт для зв'язування з РНК. 
Локалізований у цитоплазмі.